# Haramiya
Haramiya es un género de mamíferos multituberculados extintos que vivieron durante el Triásico superior y el Jurásico inferior. Es conocido a partir de restos de dientes.
Solo se han encontrado el cráneo y los dientes de Haramiya; al juzgar por estos restos debió de ser una criatura de unos 12 centímetros de largo con cierto parecido a los actuales topillos. Se presume que se alimentaba de las hojas de los helechos arbóreos, ya que poseía amplios dientes molares para masticar materia vegetal dura.